# Maratus hesperus
Espèce
Synonymes
- Saratus hesperus Otto & Hill, 2017

Maratus hesperus est une espèce d'araignées aranéomorphes de la famille des Salticidae.

## Distribution
Cette espèce est endémique d'Australie. Elle se rencontre dans l'extrême Sud-Est du Queensland, en Nouvelle-Galles du Sud, dans le Territoire de la capitale australienne et au Victoria.

## Description
Les mâles mesurent de 3,4 à 3,5 mm et les femelles de 3,4 à 4,5 mm.

## Systématique et taxinomie
Cette espèce a été décrite sous le protonyme Saratus hesperus par Otto et Hill en 2017. Elle est placée dans le genre Maratus par Otto et Hill en 2021.

## Publication originale
- Otto & Hill, 2017 : « Five new peacock spiders from eastern Australia (Araneae: Salticidae: Euophryini: Maratus Karsch 1878 and Saratus, new genus). » Peckhamia, vol. 147.1, p. 1-86 (texte intégral).